# Marko Saaresto
Marko «Mark» Saaresto (Helsinki, 5 de diciembre de 1970) es un músico finlandés, actual cantante y compositor de la banda de rock Poets of the Fall.

## Vida personal
La madre de Saaresto vivió en Inglaterra. Cuando él era pequeño, ella le hablaba en inglés.
Saaresto estudió inglés y canto clásico en la universidad. Fue también estudiante de intercambio en Irlanda y Florida.

## Carrera musical
Marko Saaresto es vocalista, compositor y guitarrista de la banda Poets of the Fall.

### Otros proyectos
Antes de Poets of the Fall, Saaresto tenía una banda llamada Playground con la cual grabó una demo en 1990. Se llamaba como el grupo y contenía 14 pistas.
Además, colaboró con la canción "Taking a Vacation from Me" de Bright Lightning.

## Apariciones
Saaresto hizo aparición en la novela gráfica «Max Payne», desarrollada por Remedy Entertainment. Él inventó al personaje Captain Baseballbat-Boy y fue modelo de Vladimir Lem.
Para la segunda parte de éste, apareció como varios personajes de las series televisivas como «Lords and Ladies» y «Address Unknown».